# Pen Cap Chew
«Pen Cap Chew» es una canción escrita por Kurt Cobain y grabada por la banda estadounidense Nirvana el 23 de enero de 1988.

## Historia
Esta fue una de las primeras canciones que Cobain escribió en su época pre-Nirvana, y es muy diferente a cualquier canción de los álbumes Nevermind o In Utero. Esta canción suena como una de las primeras canciones de The Melvins; con su sonido de notas bajas, tiene un parecido a la canción «Curmudgeon». El título «Pen Cap Chew» es una adaptación de las siglas «P. C. C.», una canción de la legendaria banda de grunge Green River.

## Grabaciones existentes
- La mejor grabación conocida de la canción, hecha con Jack Endino en 1988, termina prematuramente porque a la banda se le acabó el casete.
- Una versión completa —también con la letra de la canción inacabada— fue cortada un año antes en la sesión de la radio KAOS.
- Otra versión completa, grabada en vivo en el Tacoma Theatre, el 19 de marzo de 1988.

El nombre de la canción fue un nombre para la banda en 1987. De acuerdo a las líneas del librillo del box set With the Lights Out (2004), el grupo tocó al menos tres conciertos bajo el nombre «Pen Cap Chew».

## Definición
La canción es considerada por los fanes como la definición del sonido original de Nirvana, incluyendo un poco de influencia heavy metal, antes de que fueran más de un sonido grunge / alternativo.
Después de mostrarse en bootlegs como el Outcesticide, finalmente la canción fue oficialmente publicada en el 2004 en el box set With the Lights Out (2004).